# Columbus (ISS-module)

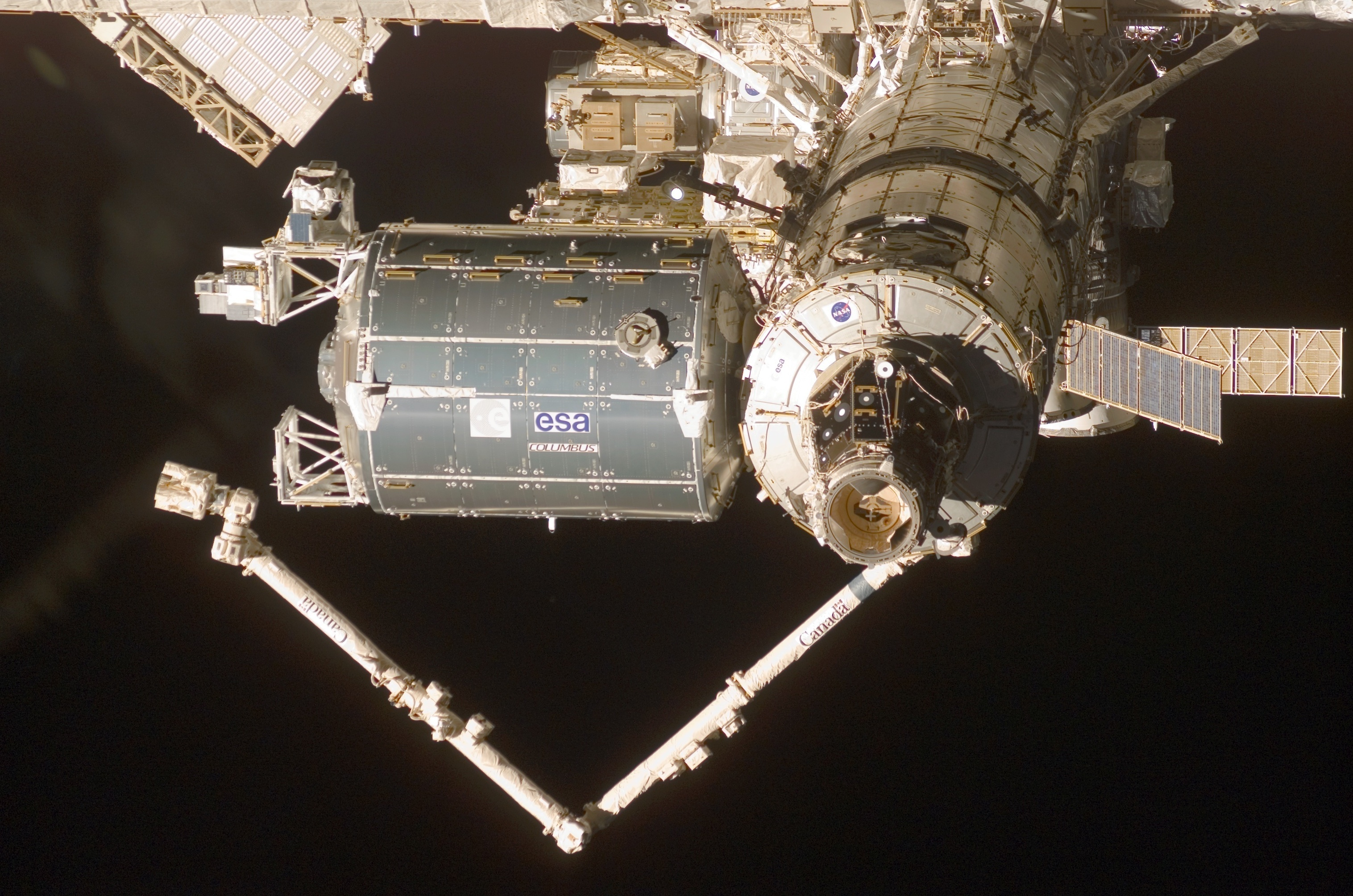
Het Columbus laboratorium, bevestigd aan het ISS tijdens missie STS-122.

Columbus is een wetenschappelijk laboratorium dat deel uitmaakt van het Internationale Ruimtestation ISS. Het is de grootste bijdrage van de Europese Ruimtevaartorganisatie ESA aan het ISS, en is ontworpen en gebouwd in Europa. De lancering vond plaats op 7 februari 2008 met Spaceshuttle Atlantis op missie STS-122. Vier dagen later, op 11 februari 2008 werd Columbus met behulp van de robotarm van het ISS uit het laadruim van de shuttle Atlantis getild en permanent bevestigd aan de stuurboord-zijde van de Harmony module van het ISS.
Het onderzoek aan boord van Columbus wordt geleid vanuit het Columbus Control Center, onderdeel van het DLR in Oberpfaffenhofen in Duitsland.

## Geschiedenis
Het Columbus-programma werd in 1983 goedgekeurd door de ESA en vormde de start van een aantal ontwerpstudies. Deze resulteerden in een programmavoorstel met drie elementen:
- Man-tended Free-Flyer (MTFF), een vrijvliegend bemand ruimtestation dat regelmatig bezocht zou worden door het Hermes-ruimteveer.
- Attached Pressurized Module (APM), een bemande onderzoeksmodule die gekoppeld wordt aan een ander ruimtestation.
- Polar Platform (PPF), een autonoom werkend onbemand platform met instrumenten in een baan over de polen.

Om de ontwikkelingskosten te beperken en de beschikbaarheid van reserve-onderdelen tijdens de operationele fase te garanderen werden de drie elementen zo veel mogelijk met gemeenschappelijke onderdelen ontwikkeld (bijvoorbeeld: gelijke computers en gelijke video- en communicatie-systemen voor alle drie de elementen).
Toen de compleet uitgewerkte voorstellen werden gepresenteerd in 1989 bleek dat de kosten veel hoger lagen dan vooraf was verwacht. Er werden diverse kostenbeperkende maatregelen genomen, waaronder het afgelasten van de ontwikkeling van het Hermes-ruimteveer. Het APM-element bleef als enige van de drie over en werd omgedoopt tot Columbus Orbital Facility, later werd deze naam geformaliseerd tot eenvoudigweg Columbus. Het Polar Platform (PPF) werd later door Frankrijk een nieuw leven ingeblazen in de vorm van de HELIOS satelliet.
Met Columbus als enig overgebleven onderdeel van het oorspronkelijke programma waren er feitelijk niet genoeg taken om te verdelen over de twee grootste bijdragende landen, Duitsland (vertegenwoordigd door MMB-ERNO) en Italië (vertegenwoordigd door Alenia). Als compromis werd het PICA-principe opgesteld waarbij Alenia verantwoordelijk werd voor de totale Columbus-configuratie waaronder de romp, de mechanische en thermische systemen, de systemen voor levensonderhoud en het schild ter bescherming tegen micro-meteorieten. MMB-ERNO werd verantwoordelijk voor de Columbus-module als geheel, de avionica, de vluchtcomputers en de software.
(Noot: MMB-ERNO werd hernoemd tot Deutsche Aerospace, toen Daimler-Benz Aerospace, toen DaimlerChrysler Aerospace, toen Astrium, toen EADS SPACE Transportation en uiteindelijk EADS Astrium Space Transportation).
De structuur van Columbus is gebaseerd op de Multipurpose Logistics Module, een bevoorradingsmodule die door Alenia (inmiddels omgedoopt tot Alcatel Alenia Space en later tot Thales Alenia Space) is gebouwd voor de Amerikaanse ruimtevaartorganisatie NASA. In 2000 werd de gebouwde romp, inclusief alle aangebrachte bedrading en leidingen, door Alenia afgeleverd bij EADS Astrium in Bremen in Duitsland. Daar werd de module afgebouwd, vonden de systeemtests plaats en werd de module klaargemaakt voor transport naar de Verenigde Staten.
De hele realisatie van Columbus duurde veel langer dan oorspronkelijk voorzien; dit werd veroorzaakt door wijzigingen in het ontwerp en de verdeling van werkzaamheden over twee grote partijen. De uitloop op de planning was echter niet onoverkomelijk omdat tegelijkertijd het Space Shuttle programma vertraagd werd door het ongeluk met de Columbia in 2003. De voornaamste ontwerpwijziging was de toevoeging van de External Payload Facility(EPF), waarop met name astronomische onderzoeksinstrumenten bevestigd kunnen worden aan de buitenzijde van Columbus.

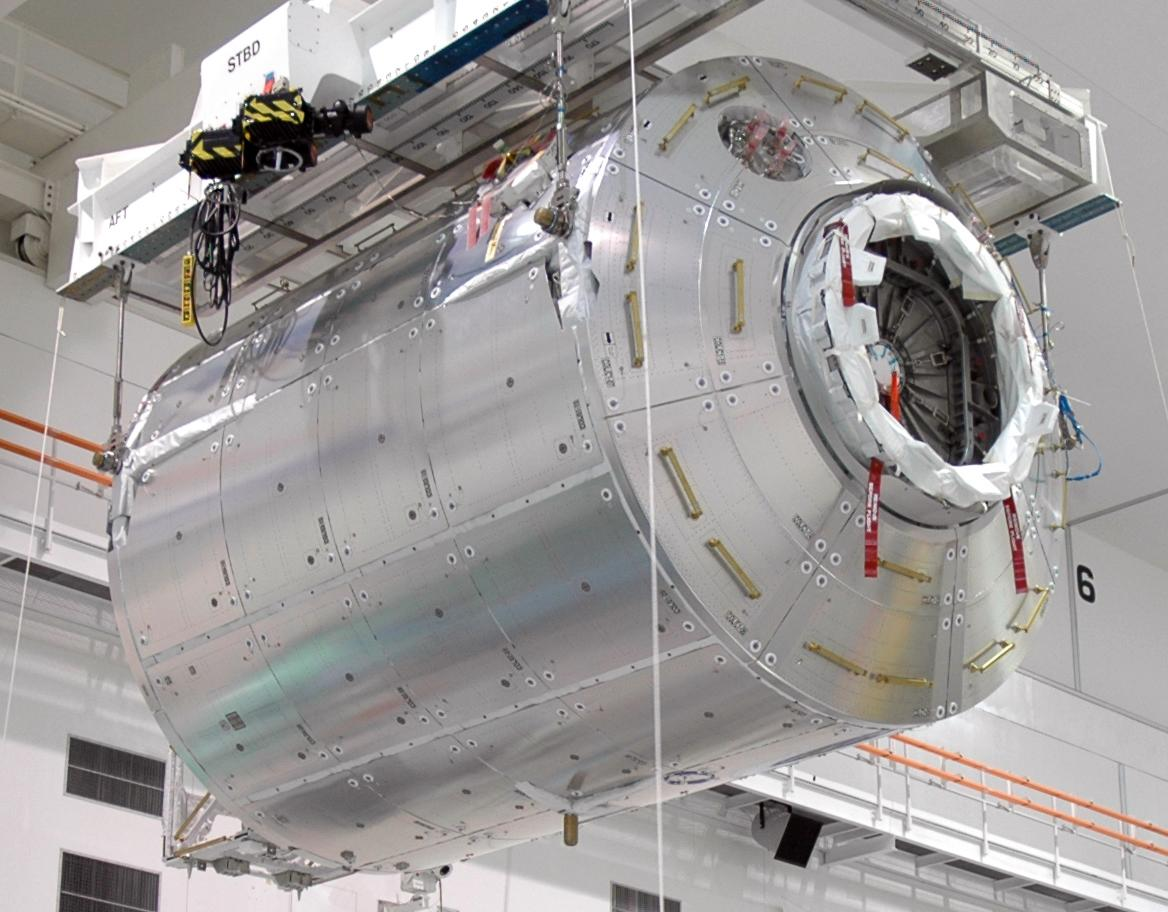
Het Columbus-laboratorium arriveert op Kennedy Space Center in Florida.

## Beschrijving
Het Columbus-laboratorium is een cilindrische module met een lengte van bijna 7 meter, en een diameter van 4,5 meter. Uiterlijk lijkt de module sterk op de Multipurpose Logistics Module omdat beide modules ontworpen zijn om vervoerd te worden in de vrachtruimte van de Amerikaanse Space Shuttle. Aan de achterzijde van het station zijn aan de binnenzijde de meeste computers van het laboratorium geplaatst. Aan de buitenzijde bevindt zich de EPF. Aan de voorzijde bevindt zich het toegangsluik en het koppelingmechanisme CBM (Common Berthing Mechanism) waarmee het laboratorium aan de Harmony-module van het ISS gekoppeld zal worden.

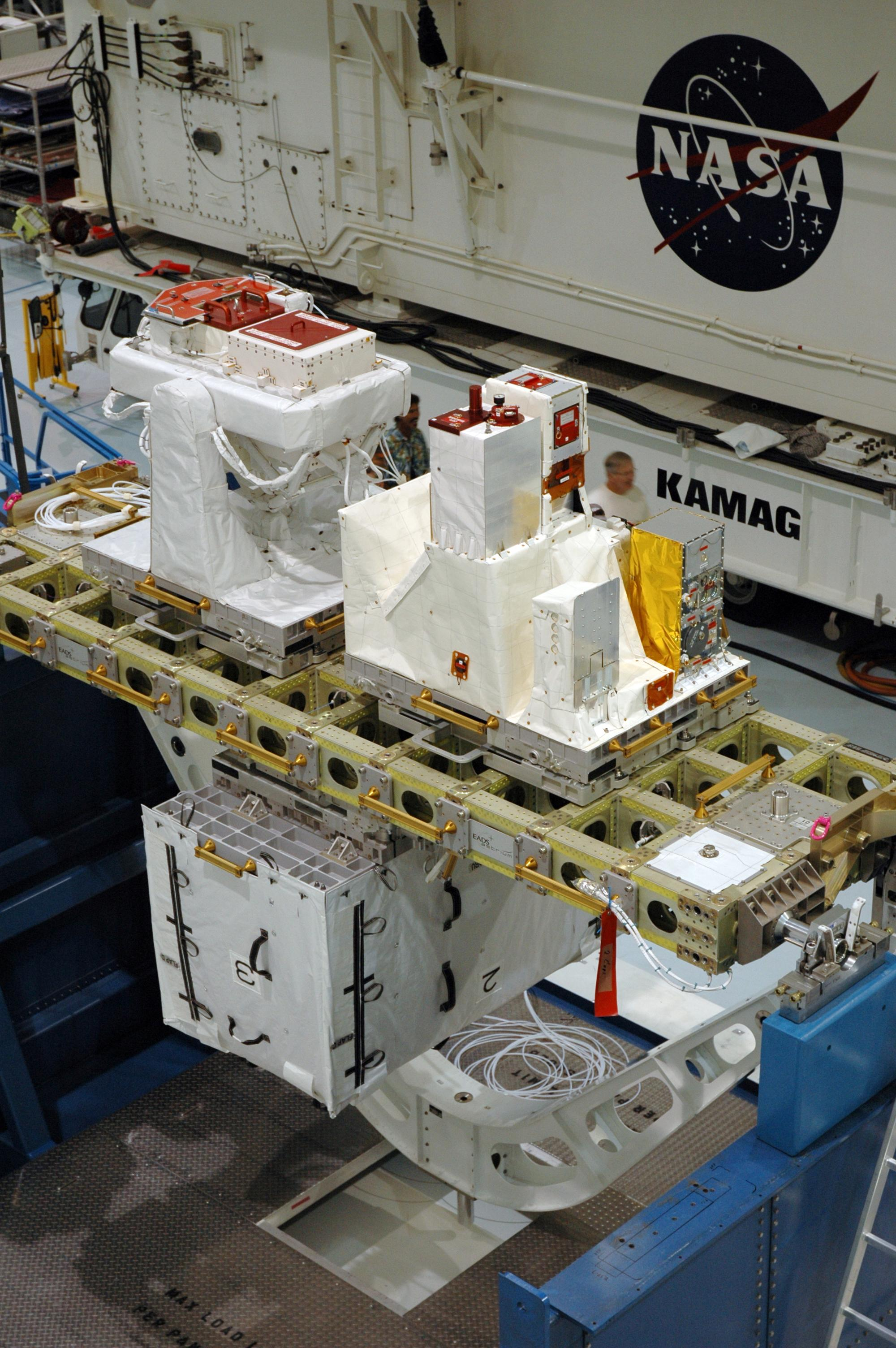
De wetenschappelijke pakketten SOLAR and EuTEF zijn geïnstalleerd op een LCC-lite-vrachtdrager, voorafgaand aan de lancering met Space Shuttle-missie STS-122. Na de koppeling van Columbus aan het ISS zullen deze pakketten aan de buitenzijde van Columbus bevestigd worden.

## Onderzoeksactiviteiten
Als Columbus operationeel is geworden zullen de onderzoeksactiviteiten geleid worden vanuit het Columbus Control Center dat gevestigd is in de stad Oberpfaffenhofen in Duitsland. Ondersteunende activiteiten worden uitgevoerd in diverse onderzoekscentra verspreid over Europa.
Het laboratorium biedt plaats aan zestien International Standard Payload Racks (ISPR), een standaardrek voor gebruik in laboratoria aan boord van het ISS. Hiervan zijn er tien rekken geactiveerd voor wetenschappelijke apparatuur. Volgens de overeenkomst tussen de ESA en NASA mag ESA het laboratorium voor 51% zelf benutten. De overige 49% is toegewezen aan de NASA.
ESA heeft daarom de volledige beschikking over vijf actieve rekken voor wetenschappelijk onderzoek. Vier actieve rekken bevinden zich aan de linkerzijde van het laboratorium met vier actieve tegenhangers aan de rechterzijde. De twee overige actieve rekken bevinden zich in het plafond.
De overige zes rekken zijn niet bedoeld voor wetenschappelijke apparatuur. Hiervan bevinden zich er drie in de vloer en deze bevatten de systemen voor levensonderhoud en koeling. Het vierde rek in de vloer en de overgebleven twee rekken in het plafond zijn bedoeld als opslagruimte.
De volgende ISPR's zijn bij lancering geïnstalleerd in het Columbus-laboratorium:
1. Fluid Science Laboratory (FSL), een rek voor onderzoek aan vloeistofdynamica
2. European Physiology Modules (EPM), een rek voor neurologisch- en cardio-vasculair onderzoek
3. Biolab, een rek voor biologisch onderzoek aan onder andere planten, eencellige organismen, dierlijke cellen en weefselpreparaten.
4. European Drawer Rack (EDR), een rek waarin meerdere, verschillende, onderzoeksmodules geplaatst kunnen worden.
5. European Stowage Rack, een rek met specialistische opslagruimte voor de vier andere rekken.

Aan de buitenzijde van Columbus kan externe wetenschappelijke apparatuur geplaatst worden op vier bevestigingspunten. Ieder bevestigingspunt biedt plaats aan een adapter waarop kleine instrumenten en experimenten geplaatst kunnen worden die gezamenlijk maximaal 227 kg wegen per adapter.
De huidige, uitwendig geplaatste, onderzoekspakketten zijn:
1. European Technology Exposure Facility (EuTEF), een pakket met instrumenten voor materiaalonderzoek in het vacuüm van de ruimte
2. Solar Monitoring Observatory (SOLAR), een pakket met drie instrumenten voor studies aan het stralingspectrum van de zon.
3. MISSE-6, een materialen onderzoekspakket van NASA dat tijdens shuttle missie STS-123 werd bevestigd.

Geplande uitwendige onderzoekspakketten:
1. Atomic Clock Ensemble in Space (ACES), een uiterst stabiele atoomklok ter ondersteuning van onderzoek naar algemene relativiteitstheorie, meteorologie en interferometrie. Het bevat de instrumenten: PHARAO (Projet d'Horloge Atomique par Refroidissement d'Atomes en Orbite) en de SHM (Space Hydrogen Maser)
2. Atmosphere Space Interactions Monitor (ASIM), een instrument dat de invloed van onweer op de bovenste lagen ( van de atmosfeer meet, en de invloed van stralingseffecten van energetische ruimtedeeltjes op de troposfeer en de stratosfeer. Het bevat de instrumenten: MMIA (Miniature Multispectral Imaging Array) en MXGS (Miniature X- and Gamma-Ray

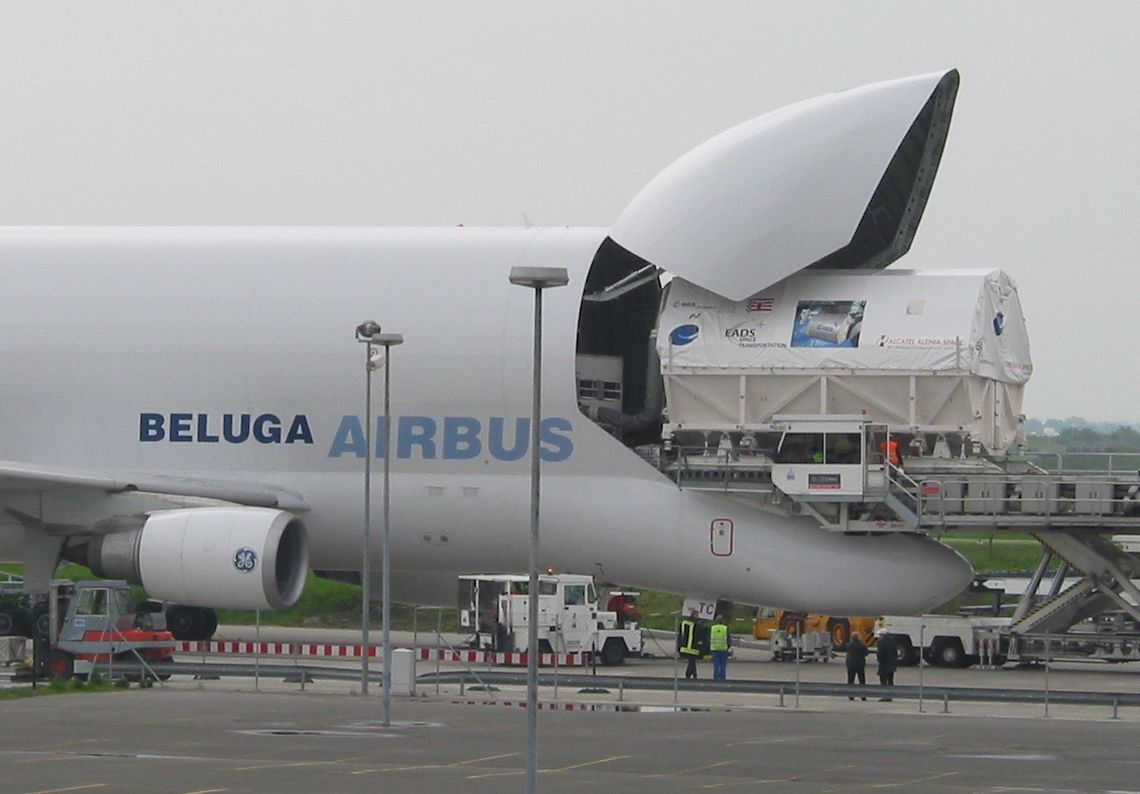
Op 27 mei 2006 werd Columbus op de luchthaven van Bremen in een Airbus A300-600ST Beluga geladen voor transport naar het KSC in Florida.

Sensor).

## Status
Columbus werd in november 2007 verplaatst van het Space Station Processing Facility (SSPF) op Kennedy Space Center naar het lanceerplatform van de Spaceshuttle Atlantis, en is daarna in de vrachtruimte van het ruimteveer geladen.
Lancering van missie STS-122 stond oorspronkelijk gepland voor 6 december 2007, maar door problemen met de brandstofsensoren van de externe tank werd de lancering meerdere malen uitgesteld.
Uitgebreid onderzoek volgde en vervolgens bleek een connector in de bedrading van de brandstofsensoren defect te zijn. Nadat reparaties aan de falende connector waren afgerond is Columbus succesvol gelanceerd op 7 februari 2008, om 20:45 Centraal-Europese tijd.
Na koppeling van de Atlantis aan het ISS op 9 februari 2008 werd op 11 februari 2008 het Columbus laboratorium uit het vrachtruim van de Atlantis getild met behulp van de Canadarm2, de robotarm van het ISS, en daarna vastgemaakt aan de stuurboord-zijde van de Harmony-module.

## Specificaties
- Lengte: 6,871 meter
- Diameter: 4,487 meter
- Massa bij lancering (met 2.500 kg nuttige lading): 12.800 kg
- Totale massa in omloopbaan (met 10.500 kg nuttige lading): 19.300 kg